# ایشتار (گروه موسیقی)
ایشتار (به انگلیسی: Ishtar) گروه موسیقی بلژیکی است.
آن ها در مسابقه آواز یوروویژن ۲۰۰۸ نماینده بلژیک بودند.